# Патријарх српски Јеротеј
Јеротеј је био архиепископ пећки и патријарх српски од 1589. до 1591. године. На трону Српске патријаршије наследио је патријарха Саватија. Врло кратко време је провео као патријарх српски.
О патријарху Јеротеју сем два записа нема скоро никаквих других података. У запису на минеју, који је оставио у Шишатовцу преписивач јеромонах Георгије, 1589. године, каже се да је „исти преписан у дане преосвећеног архиепископа, оца и учитеља Срба и Бугара и других многих крајева владике кир Јеротеја“.
Из записа у рукописном типику манастира Ораховице, који је преписан у време митрополита пожешког Василија и патријарха Јеротеја, види се да је патријарх добро управљао домом Светог Саве, јер се за њега каже: „тада је престолом пећким добро управљао патријарх кир Јеротеј“.
Патријарх Јеротеј је умро 17. фебруара 1591. године.